# Lauso (mitologia)
Lauso è un personaggio mitologico, presente tra l'altro nei libri 7 e 10 dell'Eneide di Virgilio.

## Il mito

### Le origini
Lauso è l'unico figlio del tiranno etrusco Mezenzio di Caere (o Agylla): in seguito all'esilio di costui, cacciato dai sudditi per la sua condotta crudele, è costretto anch'egli a lasciare la città, nonostante sia un ragazzo molto buono e sensibile, oltre che bello d'aspetto: Virgilio lo descrive inoltre come valentissimo cacciatore e grande amante dei cavalli. Il giovane Asture, divenuto re al posto di Mezenzio, riesce a tirare dalla sua tutti gli altri sovrani etruschi, cosicché l'ex tiranno e suo figlio per sottrarsi alla cattura si rifugiano presso Turno, il re dei Rutuli, che nel frattempo ha dichiarato guerra ai troiani di Enea sbarcati nel Lazio. Questi ultimi hanno ottenuto l'appoggio degli Etruschi ostili a Mezenzio, il quale ancora una volta deve così vedersela con gli oppositori interni.
Una coppa etrusca, conservata al Louvre, presenta un'iscrizione che in italiano risulta "Appartengo a Lauso di Mezenzio". Questa scritta è interpretata da alcuni come prova della storicità di Mezenzio e Lauso.  Il praenomen "Lucius" non sarebbe altro che la forma latina di Lauso.

### La morte
Nei combattimenti Lauso uccide Abante, uno dei comandanti della flotta troiana, limitandosi per il resto a proteggere da tergo il padre, che in segno di riconoscenza gli dona la corazza e l'elmo predati a Palmo, un nemico cui egli ha amputato la gamba. Ma il destino è in agguato: Enea affronta in duello Mezenzio e lo atterra dopo avergli inferto una brutta ferita; vedendo il padre in serio pericolo Lauso si frappone silenziosamente tra lui ed Enea. Mentre Mezenzio si allontana per medicarsi, Lauso fa capire a Enea di voler battersi con lui. Il capo troiano cerca di scoraggiare il ragazzo ma questi reagisce con un sorriso altezzoso; ciò manda su tutte le furie Enea che fulmineo trafigge Lauso con la spada. Il giovane etrusco si accascia privo di vita al suolo, dopo aver mandato un debole lamento. Vedendolo morto, Enea fa subentrare la commozione alla rabbia, adagia delicatamente Lauso sul suo scudo e lo restituisce al padre. Questi monta allora sul suo cavallo Rebo per vendicare la morte di Lauso, ma Enea abbatte il quadrupede, causando pertanto il disarcionamento di Mezenzio. Prima di venire ucciso il vecchio chiede come ultimo desiderio quello di poter essere sepolto nella stessa tomba del figlio.
Ecco il passo virgiliano con l'uccisione del principe etrusco:
(Virgilio, Eneide, X, trad. di Luca Canali)

## Omonimia
- Il re albano Numitore dette il nome Lauso a uno dei suoi figli maschi, in omaggio al principe etrusco.

## Lauso nell'arte
Il personaggio di Lauso ha ispirato diversi artisti: 
- Enea col cadavere di Lauso, incisione di Bartolomeo Pinelli
- Enea, Mesenzio e Lauso, bassorilievo di Louis-Léon Cugnot
- Mesenzio, Lauso ed Enea, incisione di Wenceslas Hollar

## Omaggi
- Gli è stata intitolata una via a Roma.
- Gli è stato dedicato uno dei crateri di Dione.